# Segundo Gobierno Díaz
El Segundo Gobierno Díaz fue el gobierno de la Junta de Andalucía entre junio de 2015 y enero de 2019. Susana Díaz Pacheco fue investida presidenta de la Junta de Andalucía tras el acuerdo de investidura firmado entre el PSOE-A y Ciudadanos.

## Historia
Tras la firma del acuerdo de investidura que resultó en el nombramiento de Susana Díaz como Presidenta de la Junta de Andalucía, ésta anunció su gobierno el 17 de junio de 2015, el cual estaría formado por 13 consejerías en total, 2 más que en la legislatura anterior. Los consejeros juraron su cargo y recibieron las carteras de sus antecesores el día 18 de junio de 2015.
El 9 de junio de 2017 se llevó a cabo una profunda reestructuración del gabinete causando cambio de titular en 6 consejerías.
El 6 de junio de 2018 se procede a una nueva reestruccturación del gobierno debido al nombramiento de María Jesús Montero como Ministra de Hacienda del Gobierno de España.
Finalmente, tras las elecciones del 2 de diciembre de 2018 se dio por finalizado el mandato de Susana Díaz el 17 de enero de 2019 y el de los consejero el día 22 del mismo mes.

## Composición
| ← Segundo Gobierno de Susana Díaz → 18 de junio de 2015 - 22 de enero de 2019 |                                                         |                                                                       |                                                                              |  |
|                                                                               | Partido Socialista Obrero Español de Andalucía          |                                                                       |                                                                              |  |
|                                                                               | Independiente                                           |                                                                       |                                                                              |  |
| Presidenta                                                                    | Presidenta                                              |                                                                       | Susana Díaz Pacheco 13 de junio de 2015-18 de enero de 2019                  |  |
| Vicepresidente                                                                | Vicepresidente                                          |                                                                       | Manuel Jiménez Barrios 18 de junio de 2015-22 de enero de 2019               |  |
| Presidencia y Administración Local                                            | Presidencia y Administración Local                      | 18 de junio de 2015-9 de junio de 2017                                |                                                                              |  |
| Presidencia, Administración Local y Memoria Democrática                       | Presidencia, Administración Local y Memoria Democrática | 9 de junio de 2017 -22 de enero de 2019                               |                                                                              |  |
| Economía y Conocimiento                                                       | Economía y Conocimiento                                 |                                                                       | Antonio Ramírez de Arellano López 18 de junio de 2015-6 de junio de 2018     |  |
| Economía, Hacienda y Administración Pública                                   | Economía, Hacienda y Administración Pública             | 6 de junio de 2018 -22 de enero de 2019                               |                                                                              |  |
| Hacienda y Administración Pública                                             | Hacienda y Administración Pública                       |                                                                       | María Jesús Montero Cuadrado 18 de junio de 2015-6 de junio de 2018          |  |
| Educación                                                                     | Educación                                               |                                                                       | Adelaida de la Calle Martín 18 de junio de 2015-9 de junio de 2017           |  |
| Educación                                                                     | Educación                                               | Sonia Gaya Sánchez 9 de junio de 2017 -22 de enero de 2019            |                                                                              |  |
| Salud                                                                         | Salud                                                   |                                                                       | Aquilino Alonso Miranda 18 de junio de 2015-9 de junio de 2017               |  |
| Salud                                                                         | Salud                                                   | Marina Álvarez Benito 9 de junio de 2017 -22 de enero de 2019         |                                                                              |  |
| Igualdad y Políticas Sociales                                                 | Igualdad y Políticas Sociales                           |                                                                       | María José Sánchez Rubio 18 de junio de 2015-22 de enero de 2019             |  |
| Empleo, Empresa y Comercio                                                    | Empleo, Empresa y Comercio                              |                                                                       | José Sánchez Maldonado 18 de junio de 2015-9 de junio de 2017                |  |
| Empleo, Empresa y Comercio                                                    | Empleo, Empresa y Comercio                              | Javier Carnero Sierra 9 de junio de 2017 -22 de enero de 2019         |                                                                              |  |
| Fomento y Vivienda                                                            | Fomento y Vivienda                                      |                                                                       | Felipe López García 18 de junio de 2015-22 de enero de 2019                  |  |
| Turismo y Deporte                                                             | Turismo y Deporte                                       |                                                                       | Francisco Javier Fernández Hernández 18 de junio de 2015-22 de enero de 2019 |  |
| Cultura                                                                       | Cultura                                                 |                                                                       | Rosa Aguilar Rivero 18 de junio de 2015-9 de junio de 2017                   |  |
| Cultura                                                                       | Cultura                                                 | Miguel Ángel Vázquez Bermúdez 9 de junio de 2017 -22 de enero de 2019 |                                                                              |  |
| Justicia e Interior                                                           | Justicia e Interior                                     |                                                                       | Emilio de Llera Suárez-Bárcena 18 de junio de 2015-9 de junio de 2017        |  |
| Justicia e Interior                                                           | Justicia e Interior                                     | Rosa Aguilar Rivero 9 de junio de 2017 -22 de enero de 2019           |                                                                              |  |
| Agricultura, Pesca y Desarrollo Rural                                         | Agricultura, Pesca y Desarrollo Rural                   |                                                                       | María del Carmen Ortiz Rivas 18 de junio de 2015-9 de junio de 2017          |  |
| Agricultura, Pesca y Desarrollo Rural                                         | Agricultura, Pesca y Desarrollo Rural                   | Rodrigo Sánchez Haro 9 de junio de 2017 -22 de enero de 2019          |                                                                              |  |
| Medio Ambiente y Ordenación del Territorio                                    | Medio Ambiente y Ordenación del Territorio              |                                                                       | José Gregorio Fiscal López 18 de junio de 2015-22 de enero de 2019           |  |
| Conocimiento, Investigación y Universidad                                     | Conocimiento, Investigación y Universidad               |                                                                       | Lina Gálvez Muñoz 6 de junio de 2018 -22 de enero de 2019                    |  |